# Волльшлегер, Зузанна
Зузанна Волльшлегер (в замужестве — Мертенс; нем. Susanne Wollschläger (Maertens); род. 5 мая 1965, Дуйсбург, Северный Рейн-Вестфалия) — западногерманская и немецкая хоккеистка на траве, полевой игрок. Серебряный призёр летних Олимпийских игр 1992 года, участница летних Олимпийских игр 1988 и 1996 годов, серебряный призёр чемпионата Европы 1991 года, двукратная чемпионка Европы по индорхоккею 1987 и 1990 годов.

## Биография
Зузанна Волльшлегер родилась 5 мая 1965 года в западногерманском городе Дуйсбург.
Играла в хоккей на траве за «Раффельберг» из Дуйсбурга.
В 1988 году вошла в состав женской сборной ФРГ по хоккею на траве на летних Олимпийских играх в Сеуле, занявшей 5-е место. Играла в поле, провела 5 матчей, забила 1 мяч в ворота сборной США.
В 1991 году завоевала серебряную медаль чемпионата Европы в Брюсселе.
В 1992 году вошла в состав женской сборной Германии по хоккею на траве на летних Олимпийских играх в Барселоне и завоевала серебряную медаль. Играла в поле, провела 5 матчей, мячей не забивала.
В 1996 году вошла в состав женской сборной Германии по хоккею на траве на летних Олимпийских играх в Атланте, занявшей 6-е место. Играла в поле, провела 6 матчей, мячей не забивала.
Дважды выигрывала медали Трофея чемпионов — бронзовую в 1989 году во Франкфурте-на-Майне и серебряную в 1991 году в Берлине.
В индорхоккее дважды выигрывала золотые медали чемпионата Европы — в 1987 году в Бад-Нойенар-Арвайлере и в 1990 году в Эльмсхорне.
В 1986—1996 годах провела за женскую сборную ФРГ / Германии 110 матчей (103 на открытых полях, 7 в помещении).
По окончании игровой карьеры стала тренером.

## Семья
Дочь — Пиа Мертенс (род. 1999), немецкая хоккеистка на траве. Участница летних Олимпийских игр 2020 года.